# کولینووتسی
کولینووتسی (به صربی: Kulinovci) یک روستا در صربستان است که در Moravica District واقع شده‌است.
 کولینووتسی ۱٫۵۴ کیلومتر مربع مساحت و ۳۴۴ نفر جمعیت دارد و ۲۲۲ متر بالاتر از سطح دریا واقع شده‌است.